# Werner Günthör
Werner Günthör (Uttwil, 1 de junho de 1961) é um antigo atleta suíço, tendo o sido o melhor lançador de peso da história do atletismo helvético.
Günthör venceu três Campeonatos Mundiais seguidos, em 1987, 1991 e 1993, bem como o Campeonato da Europa em 1986. Nos Jogos Olímpicos de Seoul 1988 obteve a medalha de bronze. 

Dotado de uma compleição física impressionante (2,00 m de altura e cerca de 130 kg de peso), conseguiu uma das melhores marcas mundiais de sempre, com 22,75 m em agosto de 1988, que permanece ainda como recorde suíço.
Günthör é atualmente professor de educação física e treinador de atletismo, vivendo na cidade de Biel.